# Ujung Tanah (Sama Dua)
Ujung Tanah is een bestuurslaag in het regentschap Aceh Selatan van de provincie Atjeh, Indonesië. Ujung Tanah telt 768 inwoners (volkstelling 2010).